# 欧洲联盟签证政策
欧洲联盟国家中，除塞浦路斯、爱尔兰以外的25个成员国为申根区的一部分，该地区实施统一的签证政策。另外欧盟以外的4个国家冰岛、列支敦士登、挪威和瑞士，也是申根区的一部分，因此同样实施与申根区统一的签证政策。
塞浦路斯作为欧盟成员国目前还不是申根区的一部分，但基于《申根协议》，该地区实行与申根区相同的签证政策。
欧盟成员国爱尔兰并不是申根区的一部分，而是与英国组成共同旅游区。两国拥有各自的签证政策。
欧洲经济区成员国（包括欧盟各成员国、冰岛、列支敦士登和挪威）和瑞士的公民不仅有上述国家互免签证的权利，还有进入上述国家并合法居住的权利。上述国家的公民具有出入境自由，但也有一些限制。
以下为普通护照持有人的入境要求，个别国家持该国外交、公务护照者，亦能获得免签证优惠待遇。根据规定，所有访客的护照有效期不得少于3个月。

## 出入境自由
根据2004年4月颁布的欧洲议会2004/38/EC号指令和欧洲理事会在2004年4月29日宣布的消息，欧洲联盟公民和他们的家庭成员，具有流动和居住自由的权利，该指令定义了欧洲经济区（其中包括欧盟和三个欧洲自由贸易联盟成员国冰岛、挪威和列支敦士登）的公民自由流动的权利。瑞士虽然是欧洲自由贸易联盟成员国，但不是欧洲经济区成员国，是不受指令的约束，而是与欧盟签订了自由流动的单独双边协议。
所有欧洲经济区成员国和瑞士的公民在上述地区的领土享有流动自由，持有效护照或身份证者可无需签证进入或居留该地区。
如果欧盟、欧洲经济区和瑞士公民无法在边境出示有效护照或身份证，出入境管理人员有权要求公民需要出示其他的身份证明才能入境。

### 欧盟、欧洲经济区、瑞士公民的家庭成员
如果是欧盟、欧洲经济区、瑞士公民的家庭成员，则可以办理欧盟公民家庭成员居住证进入欧盟、欧洲经济区和瑞士。但如果是英国的家庭成员，则需要办理英国特别入境许可证。

## 申根区和塞浦路斯

申根区和塞浦路斯签证政策：
申根区成员国
其他欧盟成员国、申根区成员国的海外领土
免签证（半年内的三个月，根据EC 539/2001 Annex II）
进入申根区需要签证（EC 539/2001 Annex I）
穿过任何申根国家都需要签证（EC 810/2009 Annex IV）

自2001年起，欧盟委员会发出外籍人士进入申根区签证要求的两份清单：一个是白名单，即该国公民不需要办理签证（附件2），另一个是黑名单，即该国公民需要办理签证（附件1）。两份名单的入境区域也包含塞浦路斯，尽管该国不是申根区的一部分。

### 豁免签证
下列国家和地区的公民，可以以免签证的形式进入申根区和塞浦路斯：
作为公民权利
- 欧洲联盟成员国公民
- 欧洲经济区的非欧盟成员国（包括冰岛、列支敦士登和挪威）公民
- 瑞士公民

如果欧盟、欧洲经济区和瑞士公民无法在边境出示有效护照或身份证，出入境管理人员有权要求公民需要出示其他的身份证明才能入境。
欧盟、欧洲经济区、瑞士公民的家庭成员
符合以下条件，则可在欧盟、欧洲经济区、瑞士停留90天，无需签证：
- 持有效旅行文件
- 持欧盟公民家庭成员居住证（英语：Residence card of a family member of a Union citizen）
- 该旅客为欧盟、欧洲经济区、瑞士公民的家庭成员。

符合上述条件的欧盟、欧洲经济区、瑞士公民的家庭成员亦可以在保加利亚、塞浦路斯和罗马尼亚停留（只能是一个国家），期限为90天。
附件二中提及的国家或地区的公民免签证入境名单
以下63個国家和地区公民，持该国（地区）普通护照者进入申根区、保加利亚、塞浦路斯和罗马尼亚，可获得免签证入境优惠待遇。
| - 阿尔巴尼亚 - 安道尔 - 科索沃（自2024年1月1日起） - 北馬其頓 - 摩尔多瓦 - 摩納哥 - 蒙特內哥羅 - 圣马力诺 - 塞爾維亞 - 乌克兰 - 英国 - 梵蒂冈 |

| - 安地卡及巴布達 - 巴哈马 - 加拿大 - 多米尼克 - 薩爾瓦多 - 格瑞那達 - 墨西哥 - 尼加拉瓜 - 巴拿马 - 千里達及托巴哥 - 圣基茨和尼维斯 - 圣卢西亚 - 美国 |

| - 阿根廷 - 巴西 - 智利 - 哥伦比亚 - 巴拉圭 - 秘魯 - 乌拉圭 - 委內瑞拉 |

| - 基里巴斯 - 马绍尔群岛 - 密克羅尼西亞聯邦 - 新西兰 - 帛琉 - 萨摩亚 - 所罗门群岛 |

| - 香港 - 以色列 - 日本 - 澳門 - 马来西亚 - 新加坡 - 东帝汶 - 阿联酋 - 中華民國（臺灣） |

| - 模里西斯 - 塞舌尔 |

以上国家和地区的公民可以以旅游和经商为目的，进入申根区及以上地区无需申请签证，期限为半年内的3个月。
居住在欧盟、欧洲经济区和瑞士的学生
如果一所学校的学生不是欧盟、欧洲经济区或瑞士公民，但合法居住在欧盟、欧洲经济区或瑞士，可无需签证进入申根区，保加利亚，塞浦路斯和/或罗马尼亚作短暂停留或过境：
- 他/她是学校的学生
- 随学校老师同行

即使一所学校的学生满足所有上述条件获豁免签证权利进入申根区、保加利亚、塞浦路斯和/或罗马尼亚，他/她仍然需要有有效的旅行证件。不过，他/她可不必携带有效旅行证件入境：
- 他/她的照片
- 在他/她所在的成员国的主管机关认可旅客名单

附件二中提及的国家或地区的学生
如果是来自学校附件二中提及的国家或地区的学生（需要有老师陪同），以修学旅行为目的，可向他们给予免签证入境塞浦路斯、德国、马耳他、波兰、斯洛伐克和瑞典的待遇，而不是其他申根国家。
来自附件二中提及的国家或地区的难民和无国籍人士
如为合法居住在附件二国家或地区的难民和无国籍人士，并持有由主管机关在其居住国家或地区签发的旅行证件，可以免签证进入德国、匈牙利和斯洛文尼亚。此外，在美国的难民并持有由美国当局签发的旅行证件，可以进入比利时和荷兰，无需签证。

### 申领签证

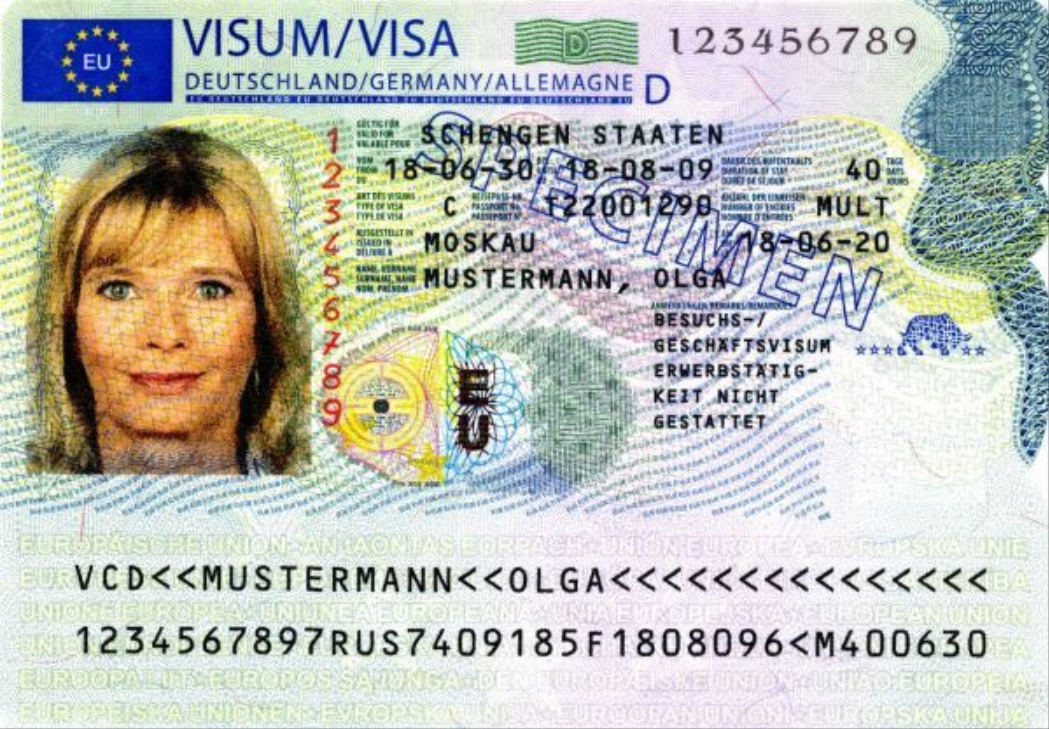
德國申根簽證樣張

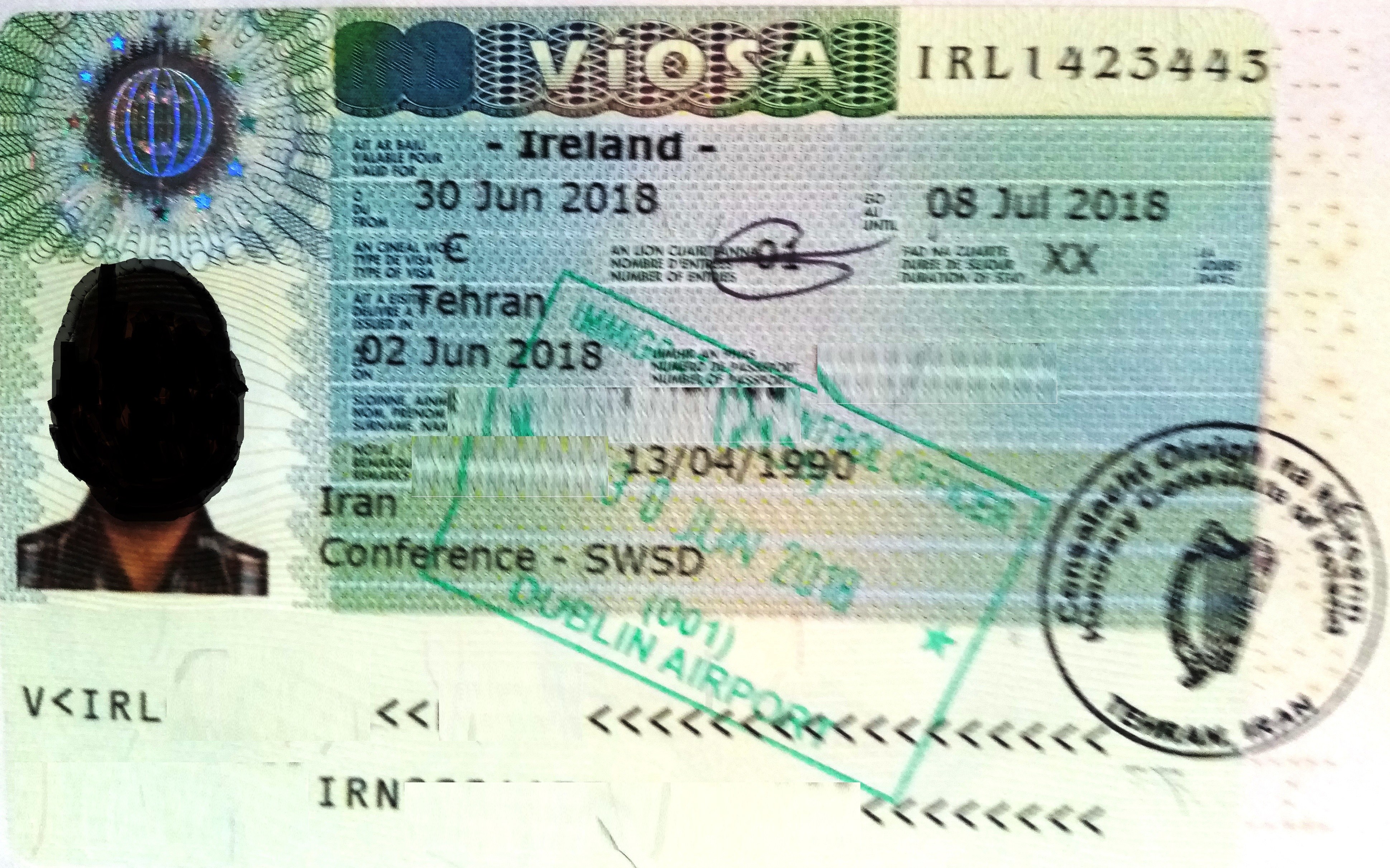
伊朗護照上的愛爾蘭簽證

如果不是上表中所提及的国家或地区的公民，则必须采取以下步骤来申领申根签证：
- 他（或她）必须首先确定哪个申根国家是主要目的地。这就决定了负责决定申根签证申请的国家，因此，大使馆、高级专员公署或领事馆所在的旅客将递交申请。[57]如果不能确定主要目的地，旅客应在大使馆，高级专员公署或首次进入申根国家的领事馆提交签证申请。[57][58]如果主要目的地或首次进入申根国家在所在居住地没有外交使馆，旅客必须联系其他申根国家的大使馆或领事馆，这代表签发申根签证，主要目的还是第一次进入该国。
- 一些申根国家的大使馆、高级专员公署或领事馆要求签证申请人提前预约。[59]
- 在某些国家，大使馆、高级专员公署或旅客已递交他或她的签证申请，领事馆可能委任服务提供商（如VFS全球）收集和递交签证申请。通常情况下，服务提供商将收取申根签证申请费用和额外的服务费。[60][61]
- 旅客必须向大使馆、高级专员公署或领事馆（或其委任的服务提供者）提交申根签证申请，但是超过进入申根区的日期前三个月以上的申请将不被接受。[59]另外，旅客还需要填写申请表。
- 一些大使馆、高级专员公署或领事馆会要求申请人提供生物识别特征（通常是指纹和数码照片），12岁以下的儿童不收集生物识别特征。[62]
- 旅客还需要办理旅游保险。
- 如果签证申请已被受理（即已经提交到正确的申根国家的大使馆/高级专员公署/领事馆），必须在其递交申请之日起15个日历日内发出。凡申请进一步审查要求的，必须在其递交申请之日起15个日历日内发出。在特殊情况下，附加文件是必需的，必须在其递交申请之日起60个日历日内发出。[63]

特殊情况下，获得一张单次入境申根签证有效期为15天。2011年有超过106,000张申根签证发给抵达边境的旅客。
一张申根签证（申根国家短期签证或机场过境签证）的申请费为60欧元，6至11岁的儿童（含）、格鲁吉亚、摩尔多瓦、俄罗斯和乌克兰的护照持有人申请费为35欧元。6岁以下儿童、以学校交流为目的的大中小学生及陪同教师，其签证办理费用为免费（需提交有效证明文件）。签证费用需用当地货币支付，申根成员国大使馆/高级专员公署/领馆应至少每两个星期更换汇率一次。支付签证费用并不能作为取得签证的保障，一旦申请材料转交至使领馆，无论是签证申请被拒绝还是申请者自己决定停止申请，签证申请费用都不予退还，无一例外。
领事馆工作人员及服务提供商的工作人员和边防警卫不允许对签证申请人的种族、性别、宗教或信仰、残疾、年龄或性取向的基础上区分。
请注意一张申根签证只能在申根区内使用，对于需要保加利亚、塞浦路斯和/或罗马尼亚签证的，需要单独获得保加利亚/塞浦路斯/罗马尼亚签证。需要注意的是申根签证持有人可以进入保加利亚、罗马尼亚（有效期必须为半年内的3个月），无需申请保加利亚和/或罗马尼亚签证。但是，持保加利亚、塞浦路斯、罗马尼亚签证者，需要另行办理申根签证才能进入申根区。
另外，申根区、保加利亚、塞浦路斯和罗马尼亚设有单独的长期签证，可停留3个月以上。
2023年11月13日，欧盟理事会批准了申根签证数字化相关法规。根据新规，欧盟将创建统一的申根签证线上申请平台。申根签证申请者将不用再前往申根国家使领馆，而是通过该数字平台进行申请。
不承认的旅行证件
持下列旅行证件者，欧盟出入境官员将拒绝旅客进入申根区、保加利亚、塞浦路斯和罗马尼亚（有些是未被承认的国家）：
- 北塞浦路斯护照[75]
- 撒哈拉护照[75]
- 模拟护照
- 阿布哈兹护照
- 纳戈尔诺 - 卡拉巴赫护照
- 索马里兰护照
- 南奥塞梯护照
- 德涅斯特护照
- 於克里米亞或頓巴斯俄佔地區簽發的俄羅斯護照[76][77]

### 只限部分区域使用的签证
在特殊情况下，成员国可发出只限部分区域使用的签证。

### 机场过境
一般情况下，乘客在申根区、保加利亚、塞浦路斯和罗马尼亚机场过境不需要签证。但下列12个国家的公民通过在任何一个机场过境时，须持有申根区、保加利亚、塞浦路斯和罗马尼亚机场过境签证：
| - 阿富汗 - 刚果民主共和国 | - 衣索比亞 | - 伊朗 - 伊拉克 - 奈及利亞 | - 巴基斯坦 - 斯里蘭卡 |

### 非普通护照
一些非普通护照持有人可免签进入申根区各成员国、保加利亚、塞浦路斯和罗马尼亚。这些国家包括：
- 入境奥地利：阿塞拜疆、玻利维亚、科特迪瓦、厄瓜多尔、埃及、牙买加、马尔代夫、摩洛哥、巴基斯坦、秘鲁、菲律宾、南非、特立尼达和多巴哥、泰国、突尼斯、土耳其和阿拉伯联合酋长国；只限外交护照：伯利兹、格鲁吉亚，俄罗斯和乌克兰。[81]
- 入境比利时：玻利维亚、厄瓜多尔、埃及、印度尼西亚、牙买加、马拉维、马尔代夫、摩洛哥、秘鲁、泰国、突尼斯、土耳其和阿拉伯联合酋长国；只限外交护照：乍得、格鲁吉亚、巴基斯坦、俄罗斯和乌克兰。[82]
- 入境克罗地亚：阿尔及利亚、亚美尼亚、阿塞拜疆、玻利维亚、中华人民共和国、哥伦比亚、古巴、埃及、格鲁吉亚、印度、印度尼西亚、伊朗、约旦、哈萨克斯坦、科索沃、摩洛哥、阿曼、秘鲁、菲律宾、俄罗斯、卡塔尔、南非、泰国、突尼斯、土耳其、乌克兰、阿拉伯联合酋长国和越南。[83]
- 入境捷克：玻利维亚、哥伦比亚、埃及、老挝、摩洛哥、巴基斯坦、秘鲁、南非、泰国、突尼斯和土耳其；只限外交护照：格鲁吉亚，蒙古，俄罗斯，越南，乌克兰和也门。[84]
- 入境丹麦：玻利维亚、埃及、印度、摩洛哥、巴基斯坦、菲律宾、秘鲁、泰国、突尼斯和土耳其；只限外交护照：哈萨克斯坦、秘鲁、俄罗斯、突尼斯和乌克兰。[85]
- 入境爱沙尼亚：玻利维亚、摩洛哥、秘鲁、菲律宾和土耳其；只限外交护照：亚美尼亚、阿塞拜疆、格鲁吉亚、约旦、哈萨克斯坦、俄罗斯、泰国和乌克兰。[86]
- 入境芬兰：巴基斯坦、秘鲁、菲律宾、泰国、土耳其和阿拉伯联合酋长国；只限外交护照：格鲁吉亚、俄罗斯和乌克兰。[87]
- 入境法国：巴林、玻利维亚、哥伦比亚、多米尼加共和国、厄瓜多尔、加蓬、以色列、摩洛哥、阿曼、秘鲁、卡塔尔、南非、突尼斯、土耳其和阿拉伯联合酋长国；只限外交护照：阿尔及利亚、亚美尼亚、阿塞拜疆、格鲁吉亚、印度、约旦、哈萨克斯坦、纳米比亚、俄罗斯、沙特阿拉伯、塞内加尔、泰国、乌克兰和越南。[88]
- 入境德国：玻利维亚、乍得、哥伦比亚、加纳、菲律宾、泰国和土耳其；只限外交护照：阿尔及利亚、格鲁吉亚、印度、牙买加、哈萨克斯坦、肯尼亚、马拉维、摩洛哥、纳米比亚、巴基斯坦、秘鲁、南非、突尼斯、乌克兰和越南。[89]
- 入境希腊：阿尔及利亚、玻利维亚、摩洛哥、秘鲁、菲律宾、南非、突尼斯和阿拉伯联合酋长国；只限外交护照：津巴布韦和格鲁吉亚、印度、哈萨克斯坦、巴基斯坦、俄罗斯和乌克兰。[90]
- 入境匈牙利：阿塞拜疆、白俄罗斯、柬埔寨、哥伦比亚、古巴、厄瓜多尔、印度尼西亚、老挝、摩洛哥、秘鲁、菲律宾、俄罗斯、塔吉克斯坦、泰国、土库曼斯坦、乌克兰和越南；只限外交护照：埃及和也门。[91]
- 入境意大利：阿尔及利亚、安哥拉、阿塞拜疆、贝宁、玻利维亚、博茨瓦纳、布基纳法索、哥伦比亚、厄瓜多尔、埃及、冈比亚、科威特、莱索托、利比亚、毛里塔尼亚、摩洛哥、尼日尔、阿曼、秘鲁、菲律宾、卡塔尔、斯威士兰、泰国、多哥、突尼斯、土耳其、乌干达和阿拉伯联合酋长国；只限外交护照：格鲁吉亚、约旦、哈萨克斯坦、莫桑比克、俄罗斯和乌克兰。[92]
- 入境拉脱维亚：亚美尼亚、格鲁吉亚、秘鲁、土耳其和乌克兰；只限外交护照：俄罗斯。[93]
- 入境立陶宛：中华人民共和国、阿曼、土耳其和乌克兰；只限外交护照：亚美尼亚、阿塞拜疆、格鲁吉亚、哈萨克斯坦、摩洛哥和俄罗斯。[94]
- 入境卢森堡：玻利维亚、厄瓜多尔、印度尼西亚、牙买加、马拉维、摩洛哥、秘鲁、泰国、突尼斯、土耳其和阿拉伯联合酋长国；只限外交护照：乍得、格鲁吉亚、巴基斯坦、俄罗斯、塞内加尔和乌克兰。[95]
- 入境马耳他：阿尔及利亚、中华人民共和国、哥伦比亚、埃及、科威特、利比亚、南非、突尼斯、阿拉伯联合酋长国和土耳其；只限外交护照：安哥拉、阿塞拜疆、巴林、白俄罗斯、伯利兹、柬埔寨、古巴、厄瓜多尔、冈比亚、格鲁吉亚、加纳、几内亚、圭亚那、印度、印度尼西亚、伊朗、牙买加、约旦、哈萨克斯坦、肯尼亚、吉尔吉斯斯坦、黎巴嫩、莱索托、马尔代夫、马里、马绍尔群岛、毛里塔尼亚、蒙古国、摩洛哥、纳米比亚、尼泊尔、尼日利亚、阿曼、巴基斯坦、巴勒斯坦、秘鲁、菲律宾、卡塔尔、俄罗斯、萨摩亚、沙特阿拉伯、塞内加尔、塞拉利昂、斯里兰卡、苏丹、斯威士兰、叙利亚、泰国、东帝汶、土库曼斯坦、乌干达、乌克兰、乌兹别克斯坦、瓦努阿图、越南、也门和赞比亚。[96]
- 入境荷兰：玻利维亚、厄瓜多尔、印度尼西亚、牙买加、马拉维、摩洛哥、秘鲁、泰国、突尼斯、土耳其和阿拉伯联合酋长国；只限外交护照：乍得、格鲁吉亚、巴基斯坦、俄罗斯、塞内加尔和乌克兰。[97]
- 入境波兰：贝宁、中华人民共和国、厄瓜多尔、老挝、蒙古国、摩洛哥、秘鲁、菲律宾、秘鲁、南非、泰国、突尼斯、土耳其和乌克兰；只限外交护照：亚美尼亚、阿塞拜疆、哥伦比亚、格鲁吉亚、哈萨克斯坦、俄罗斯、阿拉伯联合酋长国和越南。[98]
- 入境葡萄牙：阿尔及利亚、安哥拉、阿塞拜疆、玻利维亚、佛得角、哥伦比亚、厄瓜多尔、埃及、印度尼西亚、科威特、莫桑比克、秘鲁、卡塔尔、圣多美和普林西比、南非、突尼斯和土耳其；只限外交护照：刚果共和国、格鲁吉亚、哈萨克斯坦、俄罗斯、塞内加尔和乌克兰。[99]
- 入境斯洛伐克：阿尔及利亚、亚美尼亚、阿塞拜疆、白俄罗斯、玻利维亚、柬埔寨、中华人民共和国、埃及、格鲁吉亚、印度尼西亚、约旦、哈萨克斯坦、吉尔吉斯斯坦、老挝、蒙古国、摩洛哥、朝鲜、巴基斯坦、秘鲁、俄罗斯、泰国、突尼斯、土耳其、土库曼斯坦、乌克兰、乌兹别克斯坦、越南和也门。[100]
- 入境斯洛文尼亚：玻利维亚、中华人民共和国、古巴、埃及、印度尼西亚、摩洛哥、秘鲁、菲律宾、南非、泰国、突尼斯、越南和土耳其；只限外交护照：亚美尼亚、阿塞拜疆、厄瓜多尔、格鲁吉亚、牙买加、哈萨克斯坦、马尔代夫、俄罗斯和乌克兰。[101]
- 入境西班牙：阿尔及利亚、玻利维亚、哥伦比亚、厄瓜多尔、埃及、摩洛哥、秘鲁、菲律宾、突尼斯、土耳其和阿拉伯联合酋长国；只限外交护照：阿塞拜疆、格鲁吉亚、约旦、哈萨克斯坦、科威特、毛里塔尼亚、俄罗斯、塞内加尔、南非、泰国、乌克兰和越南。[102]
- 入境瑞典：玻利维亚、秘鲁、菲律宾、泰国、土耳其和阿拉伯联合酋长国；只限外交护照：格鲁吉亚、摩洛哥、俄罗斯、突尼斯和乌克兰。[103]
- 入境保加利亚：阿塞拜疆、中华人民共和国、印度、印度尼西亚、伊朗、哈萨克斯坦、科威特、蒙古国、朝鲜、秘鲁、卡塔尔、俄罗斯、南非、突尼斯、土耳其、土库曼斯坦和越南；只限外交护照：亚美尼亚和格鲁吉亚。[104]
- 入境塞浦路斯：亚美尼亚、中华人民共和国、哥伦比亚、古巴、埃及、格鲁吉亚、印度、伊朗、约旦、哈萨克斯坦、科威特、黎巴嫩、蒙古国、俄罗斯、叙利亚、乌克兰和阿拉伯联合酋长国；只限外交护照：卡塔尔。[105]
- 入境罗马尼亚：亚美尼亚、阿塞拜疆、白俄罗斯、玻利维亚、中非共和国，中华人民共和国、哥伦比亚、刚果共和国、厄瓜多尔、格鲁吉亚、加纳、几内亚、伊朗、哈萨克斯坦、吉尔吉斯斯坦、毛里塔尼亚、蒙古、摩洛哥、巴基斯坦、秘鲁、菲律宾，俄罗斯、圣多美和普林西比、塞内加尔、塞拉利昂、南非、塔吉克斯坦、坦桑尼亚、泰国、突尼斯、土耳其、土库曼斯坦、乌克兰、越南、赞比亚、阿尔及利亚、印度和约旦；只限外交护照：乌兹别克斯坦。[106]

### 互惠

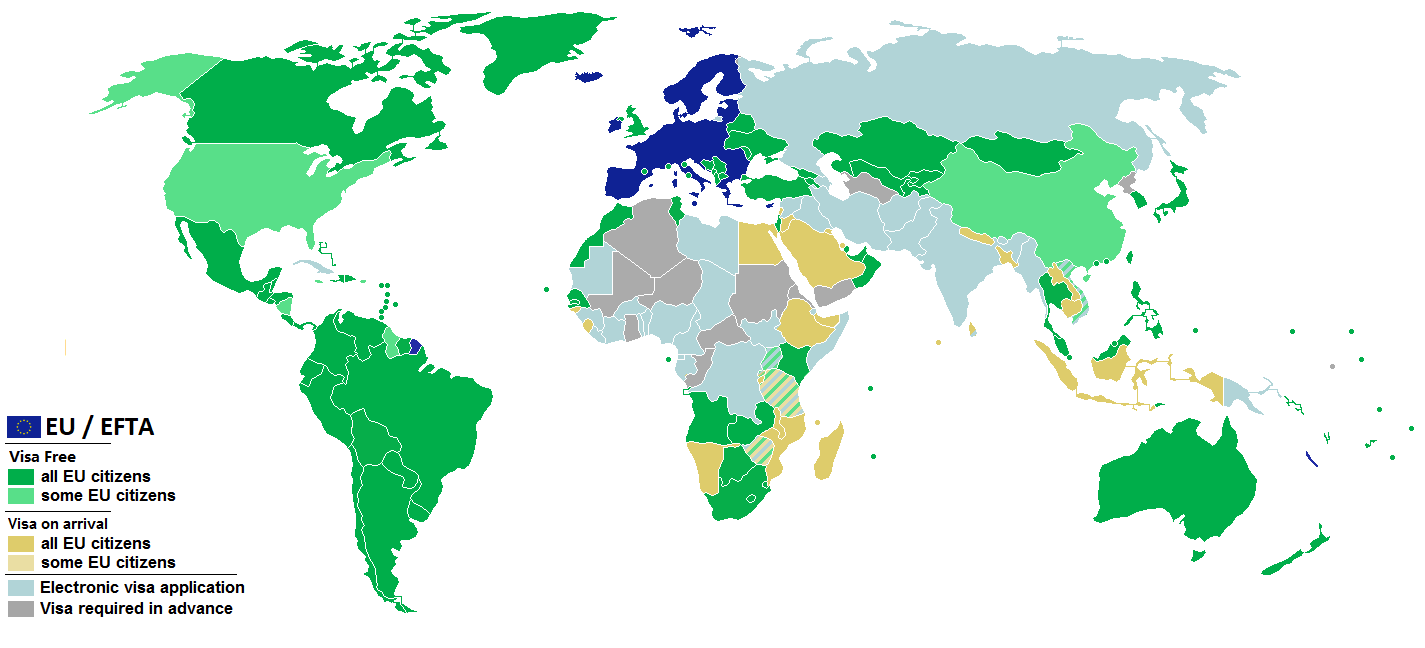
欧洲联盟公民签证要求：
欧盟和申根区
对所有欧盟公民免签入境
对部分欧盟公民免签入境
对欧盟公民电子签入境
对所有欧盟公民落地签入境
对部分欧盟公民落地签入境
需要签证方可入境

根据第1289/2013号政策，所有附件二中提及的国家和地区，具有互免签证的政策。

### 針對俄羅斯的特別入境限制
由於俄羅斯入侵烏克蘭，加上相關動員令繼發的難民潮。因此，部分歐盟或/及申根區國家向俄羅斯護照持有人，實施以下入境限制：
- 波羅的海三國（ 爱沙尼亚、 拉脫維亞及 立陶宛）及 波蘭：自2022年8月18日[108]（愛沙尼亞）及9月19日[109][110]（另外三國）起，禁止上述人士入境，同時停止向他們簽發申根簽證。
- 芬兰：自2022年9月30日起不再向上述人士簽發旅遊及過境簽證，而已簽發、但未使用的上述簽證亦會即時作廢[111]。
- 捷克：自2022年10月25日起，禁止上述人士入境，同時停止向他們簽發申根簽證。
- 挪威：自2024年5月29日起，禁止上述人士入境，同時停止向他們簽發申根簽證[112]。

## 爱尔兰

爱尔兰签证政策
爱尔兰
共同旅行區
自由进出(申根区成员国公民)
免签证90天
有条件免签: 仅限于持有英國簽證，已經清英國邊檢的訪客，在愛爾蘭停留時間不超過爲英國邊檢官員所批准居留(leave to enter)的剩餘時間; 否則, 需要签证（过境免签）
需要签证（过境免签）
需要签证

### 豁免签证
以下国家和地区的公民可免签证进入爱尔兰共和国：
作为公民权利
- 欧洲联盟成员国公民
- 歐洲自由貿易聯盟的成员国（冰岛、瑞士、列支敦士登和挪威）公民
- 英國公民（共同旅遊區內可自由移動）

豁免签证
- 持欧盟公民家庭成员居住证（英语：Residence card of a family member of a Union citizen）的人士
- 英国海外领土公民
- 英国国民（海外）
- 英国海外公民
- 红色联合国通行证持有人（高层官员）
- 57个国家和地区的公民的护照持有人：

| - 安道尔 - 安地卡及巴布達 - 阿根廷 - 巴哈马 - 玻利维亚 - 巴西 - 加拿大 - 智利 - 多米尼克 | - 薩爾瓦多 - 斐济 - 格瑞那達 - 香港[注 3] - 以色列 - 日本 - 基里巴斯 - 賴索托 - 澳門[注 4] - 马拉维 - 马来西亚 - 馬爾地夫 | - 墨西哥 - 摩納哥 - 瑙鲁 - 新西兰 - 尼加拉瓜 - 巴拿马 - 巴拉圭 - 圣基茨和尼维斯 - 圣卢西亚 - 萨摩亚 - 圣马力诺 - 塞舌尔 - 新加坡 - 所罗门群岛 | - 南非 - 中華民國（臺灣） - 千里達及托巴哥 - 美国 - 乌拉圭 - 梵蒂冈 - 委內瑞拉 |
- 由下列国家签发的难民旅行证可免签证入境：[114]

| - 比利时 - 捷克 - 丹麦 - 芬兰 - 德国 | - 冰島 - 義大利 - 匈牙利 - 列支敦斯登 - 盧森堡 | - 馬爾他 - 荷蘭 - 挪威 - 波蘭 - 葡萄牙 | - 羅馬尼亞 - 斯洛伐克 - 西班牙 - 瑞典 - 瑞士 |
另外，以下国家的公民若持有英国短期签证，在已入境英国且计划入境爱尔兰时英国入境期限未满的前提下，或可以免签证的形式访问爱尔兰，为期最高90天，但不晚于英国入境期限结束：（该政策2011年7月实行，原先至2012年10月31日结束，现延期至2026年10月31日）
| - 巴林 - 白俄羅斯 - 哥伦比亚 - 印度 - 印度尼西亞 | - 科索沃 - 科威特 - 蒙特內哥羅 - 阿曼 - 中国 | - 秘魯 - 菲律賓 - 北馬其頓 - 俄羅斯 - 沙烏地阿拉伯 | - 塞爾維亞 - 泰國 - 土耳其 - 乌克兰 - 越南 |

### 申领签证
如果不是上表中所提及的国家或地区的公民，在进入爱尔兰共和国之前需要到爱尔兰驻外领事机构办理签证。一张单次入境签证的申请费为60欧元，一张多次入境签证的申请费为100欧元。欧洲经济区和瑞士公民的家庭成员和配偶可免费办理爱尔兰签证。
所有6岁及以上的申请人以及居住在尼日利亚的人士（不论国籍）需要在申请时按压指纹。

### 过境
如果旅客在爱尔兰境内机场过境，则不需要签证。但是以下国家的公民在爱尔兰境内机场过境时，则需要办理签证（费用25欧元）：
| - 阿富汗 - 阿尔巴尼亚 - 古巴 - 刚果民主共和国 | - 衣索比亞 - 伊朗 | - 伊拉克 - 黎巴嫩 - 摩尔多瓦 - 奈及利亞 | - 斯里蘭卡 - 辛巴威 |

## 法国海外省和海外领地、圣马丁岛
法国海外省和海外领地、圣马丁岛均属于歐洲聯盟的特別領域范围，不属于申根区，实行自己的签证政策。基本上，所有附件二的公民均可以免签进入该区域。
对于大多数国家公民而言，进入这些地区需要办理法国海外省、法国海外领地、新喀里多尼亚、法属波利尼西亚签证，申请费为9欧元（短期签证或短期居留）；长期居留的，费用为99欧元。

## 美國
2017年3月2日，歐洲議會通過一项没有约束力的決議，要求歐盟委員會在兩個月以內中止對美國公民的免簽證待遇。歐洲議會在決議中解釋：要求中止對美國公民的免簽證待遇，是因為美國方面堅持不肯對包括保加利亞、塞浦路斯、波蘭和羅馬尼亞在內的部份歐盟成員國實行免簽證待遇，但美國公民卻可以免簽證訪問所有歐盟成員國。
2017年5月2日，歐盟委員會在布鲁塞尔登出备忘录指出欧盟会持续与欧盟内四国沟通，也会和美国继续沟通，但是不会取消美国免签待遇。鉴于如果欧盟因为对等待遇而取消美国和加拿大的免签待遇，非但不会达到让所有欧盟成员国都免签的目的，反而会事与愿违，立刻使得所有欧盟成员国失去前往美国的免签待遇。。
2018年12月19日，歐盟委員會再次拒绝取消美国免签待遇。欧盟委员会依旧支持欧盟成员国继续和美国磋商。委员会认为，日本、加拿大、文莱等已经取得进展，他们对所有欧盟成员国都开放免签了，只有美国还不是。但是如果对美国实施签证，后果是适得其反的。。
2020年10月21日，欧盟委员会住房委员长的讲话指出，欧盟和美国的对等免签已经有了进展，波兰加入了美国的免签计划，剩下的4个没有得到美国免签的欧盟国家也没有提出要取消美国人免签待遇。欧盟委员会依旧拒绝取消对美国人的免签待遇，但是会继续向所有成员国获得美国免签的方向努力。
2021年12月21日，欧盟委员会在与欧洲议会的通话简报中第四次拒绝取消美国的免签国待遇，理由仍是如果取消美国免签待遇，结果适得其反，还要考虑到美欧的双边外交关系的其他重要因素。
2023年9月5日，欧洲法院支持欧洲联盟委员会，确认委员会不需要就欧洲议会提出的对美国对等免签国待遇的议案予以理睬。2020年10月欧洲议会通过决议要求取消美国免签待遇，直到美国给所有欧盟国家免签待遇。  

## 摘要

### 短期停留
| 国家/地区                                          | 国家/地区                                          | 申根区、保加利亚、塞浦路斯和罗马尼亚 | 爱尔兰共和国              | 英国              | 法属圭亚那        | 瓜德罗普和马提尼克 | 留尼汪            | 圣巴泰勒米和圣马丁岛 |
| -------------------------------------------------- | -------------------------------------------------- | ------------------------------------ | ------------------------- | ----------------- | ----------------- | ------------------ | ----------------- | -------------------- |
| 阿尔巴尼亚                                         | 阿尔巴尼亚                                         | 是 （限电子护照）                    | 否                        | 否                | 是 （限电子护照） | 是 （限电子护照）  | 是 （限电子护照） | 是 （限电子护照）    |
| 安道尔                                             | 安道尔                                             | 是                                   | 是                        | 是                | 是                | 是                 | 是                | 是                   |
| 安地卡及巴布達                                     | 安地卡及巴布達                                     | 是                                   | 是                        | 是                | 是                | 是                 | 是                | 是                   |
| 阿根廷                                             | 阿根廷                                             | 是                                   | 是                        | 是                | 是                | 是                 | 是                | 是                   |
|                                                    |                                                    | 是                                   | 是                        | 是                | 是                | 是                 | 是                | 是                   |
| 巴哈马                                             | 巴哈马                                             | 是                                   | 是                        | 是                | 是                | 是                 | 是                | 是                   |
|                                                    |                                                    | 是                                   | 是                        | 是                | 是                | 是                 | 是                | 是                   |
|                                                    |                                                    | 否                                   | 是                        | 是                | 否                | 否                 | 否                | 否                   |
| 玻利维亚                                           | 玻利维亚                                           | 否                                   | 是                        | 否                | 是                | 是                 | 是                | 是                   |
|                                                    |                                                    | 是 （限电子护照）                    | 否 （可使用英国签证入境） | 否                | 是 （限电子护照） | 是 （限电子护照）  | 是 （限电子护照） | 是 （限电子护照）    |
|                                                    |                                                    | 否                                   | 是                        | 是                | 否                | 否                 | 否                | 否                   |
| 巴西                                               | 巴西                                               | 是                                   | 是                        | 是                | 否                | 是                 | 是                | 是                   |
|                                                    |                                                    | 是                                   | 是                        | 是                | 是                | 是                 | 是                | 是                   |
| 加拿大                                             | 加拿大                                             | 是                                   | 是                        | 是                | 是                | 是                 | 是                | 是                   |
| 智利                                               | 智利                                               | 是                                   | 是                        | 是                | 是                | 是                 | 是                | 是                   |
|                                                    |                                                    | 是                                   | 是                        | 是                | 是                | 是                 | 是                | 是                   |
| 多米尼克                                           | 多米尼克                                           | 否                                   | 是                        | 是                | 是                | 是                 | 否                | 是                   |
| 东帝汶                                             | 东帝汶                                             | 否                                   | 否                        | 是                | 否                | 否                 | 否                | 否                   |
| 薩爾瓦多                                           | 薩爾瓦多                                           | 是                                   | 是                        | 是                | 是                | 是                 | 是                | 是                   |
| 斐济                                               | 斐济                                               | 否                                   | 是                        | 否                | 否                | 否                 | 否                | 否                   |
| 格瑞那達                                           | 格瑞那達                                           | 否                                   | 是                        | 是                | 否                | 是                 | 否                | 否                   |
|                                                    |                                                    | 是                                   | 是                        | 是                | 是                | 是                 | 是                | 是                   |
|                                                    |                                                    | 否                                   | 是                        | 否                | 否                | 否                 | 否                | 否                   |
| 香港                                               | 香港                                               | 是                                   | 是                        | 是                | 是                | 是                 | 是                | 是                   |
|                                                    |                                                    | 是                                   | 是                        | 是                | 是                | 是                 | 是                | 是                   |
| 以色列                                             | 以色列                                             | 是                                   | 是                        | 是                | 是                | 是                 | 是                | 是                   |
| 日本                                               | 日本                                               | 是                                   | 是                        | 是                | 是                | 是                 | 是                | 是                   |
| 基里巴斯                                           | 基里巴斯                                           | 否                                   | 是                        | 是                | 否                | 否                 | 否                | 否                   |
| 賴索托                                             | 賴索托                                             | 否                                   | 是                        | 否                | 否                | 否                 | 否                | 否                   |
| 澳門                                               | 澳門                                               | 是                                   | 是                        | 是                | 是                | 是                 | 是                | 是                   |
| 北馬其頓                                           | 北馬其頓                                           | 是 （限电子护照）                    | 否                        | 否                | 是 （限电子护照） | 是 （限电子护照）  | 是 （限电子护照） | 是 （限电子护照）    |
| 马拉维                                             | 马拉维                                             | 否                                   | 是                        | 否                | 否                | 否                 | 否                | 否                   |
| 马来西亚                                           | 马来西亚                                           | 是                                   | 是                        | 是                | 是                | 是                 | 是                | 是                   |
| 馬爾地夫                                           | 馬爾地夫                                           | 否                                   | 是                        | 是                | 否                | 否                 | 否                | 否                   |
| 马绍尔群岛                                         | 马绍尔群岛                                         | 否                                   | 否                        | 是                | 否                | 否                 | 否                | 否                   |
| 模里西斯                                           | 模里西斯                                           | 是                                   | 否                        | 是                | 是                | 是                 | 是                | 是                   |
| 墨西哥                                             | 墨西哥                                             | 是                                   | 是                        | 是                | 是                | 是                 | 是                | 是                   |
| 密克羅尼西亞聯邦                                   | 密克羅尼西亞聯邦                                   | 否                                   | 否                        | 是                | 否                | 否                 | 否                | 否                   |
| 摩納哥                                             | 摩納哥                                             | 是                                   | 是                        | 是                | 是                | 是                 | 是                | 是                   |
| 蒙特內哥羅                                         | 蒙特內哥羅                                         | 是 （限电子护照）                    | 否 （可使用英国签证入境） | 否                | 是 （限电子护照） | 是 （限电子护照）  | 是 （限电子护照） | 是 （限电子护照）    |
| 摩尔多瓦                                           | 摩尔多瓦                                           | 是 （限电子护照）                    | 否                        | 否                | 否                | 否                 | 否                | 否                   |
| 纳米比亚                                           | 纳米比亚                                           | 否                                   | 否                        | 是                | 否                | 否                 | 否                | 否                   |
| 瑙鲁                                               | 瑙鲁                                               | 否                                   | 是                        | 是                | 否                | 否                 | 否                | 否                   |
| 新西兰                                             | 新西兰                                             | 是                                   | 是                        | 是                | 是                | 是                 | 是                | 是                   |
| 尼加拉瓜                                           | 尼加拉瓜                                           | 是                                   | 是                        | 是                | 是                | 是                 | 是                | 是                   |
| 帛琉                                               | 帛琉                                               | 否                                   | 否                        | 是                | 否                | 否                 | 否                | 否                   |
| 巴拿马                                             | 巴拿马                                             | 是                                   | 是                        | 是                | 是                | 是                 | 是                | 是                   |
|                                                    |                                                    | 否                                   | 否                        | 是                | 否                | 否                 | 否                | 否                   |
| 巴拉圭                                             | 巴拉圭                                             | 是                                   | 是                        | 是                | 是                | 是                 | 是                | 是                   |
| 圣基茨和尼维斯                                     | 圣基茨和尼维斯                                     | 是                                   | 是                        | 是                | 是                | 是                 | 是                | 是                   |
| 圣卢西亚                                           | 圣卢西亚                                           | 否                                   | 是                        | 是                | 是                | 是                 | 否                | 是                   |
|                                                    |                                                    | 否                                   | 是                        | 是                | 是                | 是                 | 是                | 是                   |
| 萨摩亚                                             | 萨摩亚                                             | 否                                   | 是                        | 是                | 否                | 否                 | 否                | 否                   |
| 圣马力诺                                           | 圣马力诺                                           | 是                                   | 是                        | 是                | 是                | 是                 | 是                | 是                   |
| 塞爾維亞                                           | 塞爾維亞                                           | 是 （限电子护照）                    | 否 （可使用英国签证入境） | 否                | 是 （限电子护照） | 是 （限电子护照）  | 是 （限电子护照） | 是 （限电子护照）    |
| 塞舌尔                                             | 塞舌尔                                             | 是                                   | 是                        | 是                | 是                | 是                 | 是                | 是                   |
| 新加坡                                             | 新加坡                                             | 是                                   | 是                        | 是                | 是                | 是                 | 是                | 是                   |
| 所罗门群岛                                         | 所罗门群岛                                         | 否                                   | 是                        | 是                | 否                | 否                 | 否                | 否                   |
| 南非                                               | 南非                                               | 否                                   | 是                        | 否                | 否                | 否                 | 否                | 否                   |
|                                                    |                                                    | 是                                   | 是                        | 是                | 是                | 是                 | 是                | 是                   |
|                                                    |                                                    | 否                                   | 是                        | 否                | 否                | 否                 | 否                | 否                   |
| 中華民國（臺灣）                                   | 中華民國（臺灣）                                   | 是                                   | 是                        | 是                | 是                | 是                 | 是                | 是                   |
|                                                    |                                                    | 否                                   | 是                        | 是                | 否                | 否                 | 否                | 否                   |
| 千里達及托巴哥                                     | 千里達及托巴哥                                     | 否                                   | 是                        | 是                | 否                | 是                 | 否                | 否                   |
|                                                    |                                                    | 否                                   | 是                        | 是                | 否                | 否                 | 否                | 否                   |
| 美国                                               | 美国                                               | 是                                   | 是                        | 是                | 是                | 是                 | 是                | 是                   |
| 乌拉圭                                             | 乌拉圭                                             | 是                                   | 是                        | 是                | 是                | 是                 | 是                | 是                   |
|                                                    |                                                    | 否                                   | 是                        | 是                | 否                | 否                 | 否                | 否                   |
| 梵蒂冈                                             | 梵蒂冈                                             | 是                                   | 是                        | 是                | 是                | 是                 | 是                | 是                   |
| 委內瑞拉                                           | 委內瑞拉                                           | 是                                   | 是                        | 是 （限电子护照） | 是                | 是                 | 是                | 是                   |
| 英国国民（海外）                                   | 英国国民（海外）                                   | 是                                   | 是                        | 是                | 是                | 是                 | 是                | 是                   |
| 居民                                               | 居民                                               | 否                                   | 是                        | 是                | 否                | 是                 | 否                | 是                   |
| 百慕大居民                                         | 百慕大居民                                         | 否 （除法国和挪威）                  | 是                        | 是                | 是                | 是                 | 是                | 是                   |
| 英屬維爾京群島居民                                 | 英屬維爾京群島居民                                 | 否                                   | 是                        | 是                | 否                | 是                 | 否                | 是                   |
| 开曼群岛居民                                       | 开曼群岛居民                                       | 否                                   | 是                        | 是                | 否                | 是                 | 否                | 是                   |
| 居民                                               | 居民                                               | 否                                   | 是                        | 是                | 否                | 是                 | 否                | 是                   |
| 居民                                               | 居民                                               | 否                                   | 是                        | 是                | 否                | 是                 | 否                | 是                   |
| 其他英国海外领土公民（没有居英权的直布罗陀人除外） | 其他英国海外领土公民（没有居英权的直布罗陀人除外） | 否                                   | 是                        | 是                | 否                | 否                 | 否                | 否                   |
| 英国海外公民                                       | 英国海外公民                                       | 否                                   | 是                        | 是                | 否                | 否                 | 否                | 否                   |
| 英籍人士 （没有居英权）                            | 英籍人士 （没有居英权）                            | 否                                   | 否                        | 是                | 否                | 否                 | 否                | 否                   |
| 受英国保护人士                                     | 受英国保护人士                                     | 否                                   | 否                        | 是                | 否                | 否                 | 否                | 否                   |

### 申根区免签证有偿活动
| 国家/地区        | 比利时 | 荷兰 | 卢森堡 | 丹麦 | 德国 | 希腊 | 西班牙 | 法國 | 義大利 | 立陶宛 | 匈牙利 | 波兰 | 羅馬尼亞 | 斯洛文尼亚 | 斯洛伐克 | 瑞典 | 冰岛 | 挪威 | 瑞士 |
| 阿尔巴尼亚       | 否     | 否   | 否     | 否   | 否   | 否   | 否     | 是   | 否     | 否     | 否     | 否   | 否       | 否         | 否       | 否   | 否   | 否   | 否   |
| 安道尔           | 是     | 是   | 是     | 是   | 否   | 否   | 是     | 是   | 否     | 是     | 否     | 是   | 否       | 是         | 否       | 是   | 是   | 是   | 是   |
| 安地卡及巴布達   | 是     | 是   | 否     | 是   | 否   | 是   | 是     | 是   | 否     | 是     | 是     | 是   | 否       | 是         | 是       | 是   | 否   | 否   | 是   |
| 阿根廷           | 是     | 是   | 是     | 是   | 否   | 否   | 否     | 是   | 否     | 是     | 否     | 是   | 否       | 是         | 否       | 是   | 是   | 是   | 是   |
|                  | 是     | 是   | 是     | 是   | 是   | 否   | 否     | 否   | 否     | 是     | 否     | 是   | 否       | 是         | 否       | 是   | 是   | 是   | 是   |
| 巴哈马           | 是     | 是   | 否     | 是   | 否   | 是   | 是     | 是   | 否     | 是     | 否     | 是   | 否       | 是         | 是       | 是   | 否   | 否   | 是   |
|                  | 是     | 是   | 否     | 是   | 否   | 是   | 是     | 是   | 否     | 是     | 否     | 是   | 否       | 是         | 是       | 是   | 否   | 否   | 是   |
| [ 注 1 ]         | 否     | 否   | 否     | 否   | 否   | 否   | 否     | 是   | 否     | 否     | 否     | 否   | 否       | 否         | 否       | 否   | 否   | 否   | 否   |
| 巴西             | 是     | 是   | 是     | 是   | 否   | 否   | 否     | 否   | 否     | 是     | 否     | 是   | 否       | 是         | 否       | 是   | 是   | 是   | 是   |
|                  | 是     | 是   | 是     | 是   | 否   | 否   | 否     | 是   | 否     | 是     | 否     | 是   | 否       | 是         | 否       | 是   | 是   | 是   | 是   |
| 加拿大           | 是     | 是   | 是     | 是   | 是   | 否   | 否     | 是   | 否     | 是     | 否     | 是   | 是       | 是         | 否       | 是   | 是   | 是   | 是   |
| 智利             | 是     | 是   | 是     | 是   | 否   | 否   | 否     | 是   | 否     | 是     | 否     | 是   | 否       | 是         | 否       | 是   | 是   | 是   | 是   |
|                  | 是     | 是   | 是     | 是   | 否   | 否   | 否     | 是   | 否     | 是     | 否     | 是   | 否       | 是         | 否       | 是   | 是   | 是   | 是   |
| 薩爾瓦多         | 是     | 是   | 是     | 是   | 否   | 否   | 否     | 是   | 否     | 是     | 否     | 是   | 否       | 是         | 否       | 是   | 是   | 是   | 是   |
|                  | 是     | 是   | 是     | 是   | 否   | 否   | 否     | 是   | 否     | 是     | 否     | 是   | 否       | 是         | 否       | 是   | 是   | 是   | 是   |
| 香港             | 是     | 是   | 是     | 是   | 否   | 否   | 否     | 否   | 否     | 是     | 否     | 否   | 否       | 是         | 否       | 是   | 是   | 是   | 是   |
|                  | 是     | 是   | 是     | 是   | 否   | 否   | 否     | 是   | 否     | 是     | 否     | 是   | 否       | 是         | 否       | 是   | 是   | 是   | 是   |
| 以色列           | 是     | 是   | 是     | 是   | 是   | 否   | 否     | 是   | 否     | 是     | 否     | 是   | 否       | 是         | 否       | 是   | 是   | 是   | 是   |
| 日本             | 是     | 是   | 是     | 是   | 是   | 否   | 否     | 否   | 否     | 是     | 否     | 是   | 是       | 是         | 否       | 是   | 是   | 是   | 是   |
| 澳門             | 是     | 是   | 是     | 是   | 否   | 否   | 否     | 否   | 否     | 是     | 否     | 否   | 否       | 是         | 否       | 是   | 是   | 是   | 是   |
| 北馬其頓         | 否     | 否   | 否     | 否   | 否   | 否   | 否     | 是   | 否     | 否     | 否     | 否   | 否       | 否         | 否       | 否   | 否   | 否   | 否   |
| 马来西亚         | 是     | 是   | 是     | 是   | 否   | 否   | 否     | 是   | 否     | 是     | 否     | 是   | 否       | 是         | 否       | 是   | 是   | 是   | 是   |
| 模里西斯         | 是     | 是   | 否     | 是   | 否   | 是   | 是     | 是   | 否     | 是     | 否     | 是   | 否       | 是         | 是       | 是   | 否   | 否   | 是   |
| 墨西哥           | 是     | 是   | 是     | 是   | 否   | 否   | 否     | 否   | 否     | 是     | 否     | 是   | 否       | 是         | 否       | 是   | 是   | 是   | 是   |
| 摩納哥           | 是     | 是   | 是     | 是   | 否   | 否   | 否     | 是   | 否     | 是     | 否     | 是   | 否       | 是         | 否       | 是   | 是   | 是   | 是   |
| 蒙特內哥羅       | 否     | 否   | 否     | 否   | 否   | 否   | 否     | 是   | 否     | 否     | 否     | 否   | 否       | 否         | 否       | 否   | 否   | 否   | 否   |
| 新西兰           | 是     | 是   | 是     | 是   | 是   | 否   | 否     | 是   | 否     | 是     | 否     | 是   | 否       | 是         | 否       | 是   | 是   | 是   | 是   |
| 尼加拉瓜         | 是     | 是   | 是     | 是   | 否   | 否   | 否     | 是   | 否     | 是     | 否     | 是   | 否       | 是         | 否       | 是   | 是   | 是   | 是   |
| 巴拿马           | 是     | 是   | 是     | 是   | 否   | 否   | 否     | 是   | 否     | 是     | 否     | 是   | 否       | 是         | 否       | 是   | 是   | 是   | 是   |
| 巴拉圭           | 是     | 是   | 是     | 是   | 否   | 否   | 否     | 是   | 否     | 是     | 否     | 是   | 否       | 是         | 否       | 是   | 是   | 是   | 是   |
| 圣基茨和尼维斯   | 是     | 是   | 否     | 是   | 否   | 是   | 是     | 是   | 否     | 是     | 否     | 是   | 否       | 是         | 是       | 是   | 否   | 否   | 是   |
|                  | 是     | 是   | 否     | 是   | 否   | 是   | 是     | 是   | 否     | 是     | 否     | 是   | 否       | 是         | 是       | 是   | 否   | 否   | 是   |
| 圣马力诺         | 是     | 是   | 是     | 是   | 否   | 否   | 否     | 是   | 是     | 是     | 否     | 是   | 否       | 是         | 否       | 是   | 是   | 是   | 是   |
| 塞爾維亞         | 否     | 否   | 否     | 否   | 否   | 否   | 否     | 是   | 否     | 否     | 否     | 否   | 否       | 否         | 否       | 否   | 否   | 否   | 否   |
| 塞舌尔           | 是     | 是   | 否     | 是   | 否   | 是   | 是     | 是   | 否     | 是     | 否     | 是   | 否       | 是         | 是       | 是   | 否   | 否   | 是   |
| 新加坡           | 是     | 是   | 是     | 是   | 否   | 否   | 否     | 否   | 否     | 是     | 否     | 是   | 否       | 是         | 否       | 是   | 是   | 是   | 是   |
|                  | 是     | 是   | 是     | 是   | 是   | 否   | 否     | 否   | 否     | 是     | 否     | 是   | 否       | 是         | 否       | 是   | 是   | 是   | 是   |
| 中華民國（臺灣） | 否     | 否   | 否     | 否   | 否   | 否   | 否     | 是   | 否     | 否     | 否     | 否   | 否       | 否         | 否       | 否   | 否   | 否   | 否   |
| 美国             | 是     | 是   | 是     | 是   | 是   | 否   | 否     | 否   | 否     | 是     | 否     | 是   | 是       | 是         | 否       | 是   | 是   | 是   | 是   |
| 乌拉圭           | 是     | 是   | 是     | 是   | 否   | 否   | 否     | 是   | 否     | 是     | 否     | 是   | 否       | 是         | 否       | 是   | 是   | 是   | 是   |
| 梵蒂冈           | 是     | 是   | 是     | 是   | 否   | 否   | 否     | 是   | 是     | 是     | 否     | 是   | 否       | 是         | 否       | 是   | 是   | 是   | 是   |
| 委內瑞拉         | 是     | 是   | 是     | 是   | 否   | 否   | 否     | 否   | 否     | 是     | 否     | 是   | 否       | 是         | 否       | 是   | 是   | 是   | 是   |